# Freundschaftspreis (China)

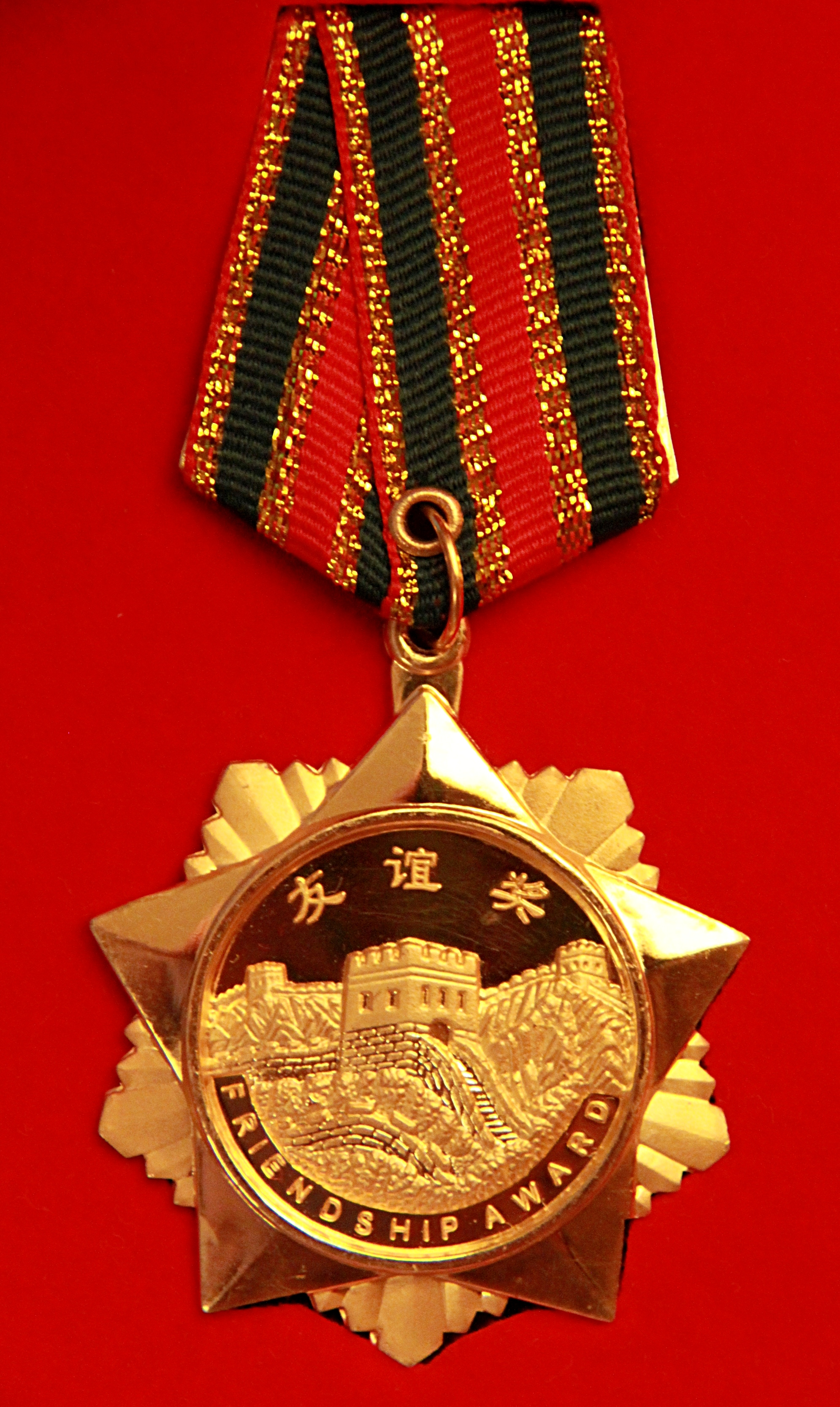
Die Medaille des Freundschaftspreises.

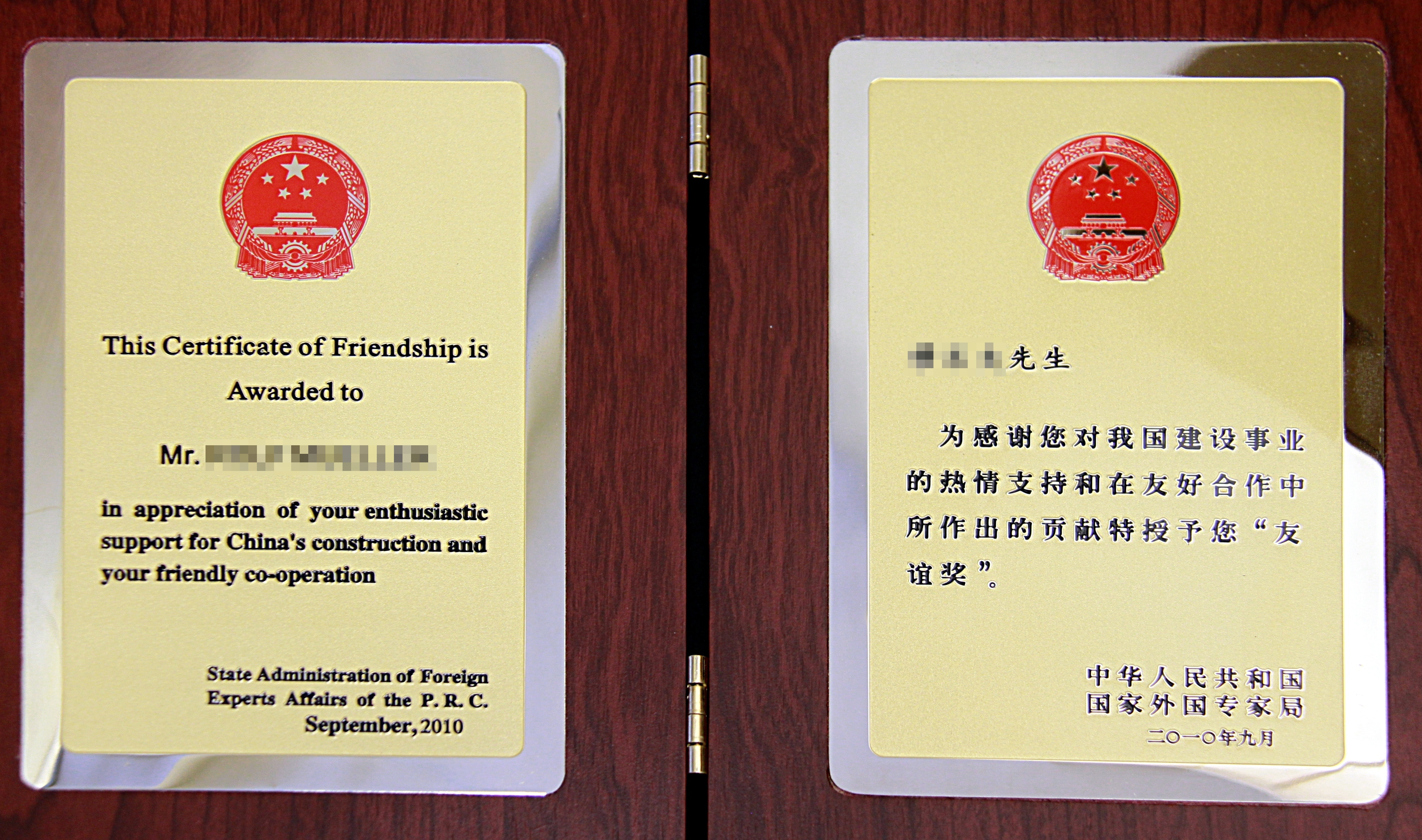
Die Urkunde des Freundschaftspreises (2010).

Der Freundschaftspreis der Volksrepublik China (chinesisch 中华人民共和国友谊奖; Pinyin Zhōnghuá Rénmín Gònghéguó Youyì Jiǎng; englisch: Friendship Award) ist die höchste Auszeichnung der Volksrepublik China für ausländische Experten, die zur wirtschaftlichen und sozialen Entwicklung in China beitragen. Neben einer Medaille wird eine Urkunde verliehen. Seit der erstmaligen Verleihung 1991 findet diese in der Regel um den 1. Oktober (Nationalfeiertag – Gründung der Volksrepublik China) herum statt. Bis 2007 haben 949 Experten aus 56 Ländern die Auszeichnung erhalten, zwei Jahre später waren es 1099 Ausgezeichnete.
Nicht zu verwechseln ist der Freundschaftspreis mit der chinesischen Freundschaftsmedaille, die ebenfalls eine der höchsten Auszeichnungen des Landes ist.

## Vorläufer
Die Auszeichnung wurde bereits in den 1950ern vom damaligen Premierminister Zhou Enlai und dem Außenminister Chen Yi eingeführt und an Experten der Sowjetunion und anderer osteuropäischer Länder verliehen. Am 15. September 1955 erließ die chinesische Regierung, dass jeder ausreisende sowjetische Experte eine Medaille erhalten solle. Diese Medaille zeigte die Flaggen Chinas und der Sowjetunion mit der Inschrift Lang lebe die Chinesisch-Sowjetische Freundschaft (chinesisch 中苏友谊万岁; Pinyin Zhōngsū Youyì Wànsuì). Mit dem Chinesisch-sowjetischen Zerwürfnis in den frühen 1960ern wurde diese Praxis beendet.

## Träger der Auszeichnung (Auswahl)
- Peter Abplanalp, Professor für Strategie an der Fachhochschule Nordwestschweiz, Hochschule für Wirtschaft, Olten, Schweiz (2006)[6]
- Werner Alpers war Professor an der Universität Hamburg, Deutschland (2008)[7]
- Bertram Brenig, Veterinär, Molekularbiologie, Professor an der Universität Göttingen, Deutschland (2012)
- Andreas Dress, Mathematiker, Deutschland (2012)[8]
- Andreas DuBois, Windenergieexperte, Deutschland (2012), unterstützt Chinas Windenergie seit 1990; seit 2005 in Peking, Direktor China Wind Power Project (Consulting)[9]
- Robert Fontaine, Arzt, USA (2007)[10]
- Hubert Forster, Forstexperte aus Deutschland / Bayern, seit 2004 in der Provinz Gansu als Forstberater tätig (Preisverleihung September 2011)[11]
- Werner Haffmans, Geschäftsführer, Deutschland (2013)
- Kirby Jefferson Geschäftsführer, USA (2009?)[3]
- Michael Josipovic M.A., Wirtschaftsförderung der Stadt Köln, Deutschland (2013)
- Jewgeni Kasperski, Computersicherheitsexperte, Russland (2009)[12]
- Katharina Kohse-Höinghaus, Chemikerin, Deutschland (2016)[13]
- Reinhart Kühne, Deutschland (2007)[14]
- Beat Künzi Senior Coordinating Chief, Swiss Agency of Development and Cooperation, Division of Humanitarian Aid and Swiss Disaster Relief, Schweiz (2009)[15]
- Kishō Kurokawa Architekt, Japan (2005)
- Hans-Peter Liebig, Rektor der Universität Hohenheim, Deutschland (2004)[16]
- Alan MacDiarmid, Chemiker, USA (2004)[17]
- Fredmund Malik, Inhaber des Malik Management Zentrum St. Gallen AG (2016).[18]
- Horst Marschner, war Professor an der Universität Hohenheim, Deutschland (1994)[16]
- Chad A. Mirkin, Chemiker, USA (2018)[19]
- Pedro Nueno, Professor für Entrepreneurship IESE Barcelona, Spanien (2009)[20]
- Ruedi Nützi, Direktor Hochschule für Wirtschaft FHNW, Olten, Schweiz (2014)[21][22]
- Lothar Reh, war Professor an der ETH Zürich, Schweiz (2008)[23]
- Erwin Reisch, Alt-Präsident der Universität Hohenheim, Deutschland[16]
- Albert Roman, Violoncello-Solist, Schweiz (1999)
- Madjid Samii, Neurochirurg, Deutschland (2007)
- Rainer Schultze-Kraft, Agrarwissenschaftler, Deutschland (2016)[24]
- Çetin Şengonca, war Professor an der Universität Bonn, Deutschland (1999)[25]
- Sabriye Tenberken, Tibetologin und Gründerin der Organisation Braille Ohne Grenzen, Deutschland (2006)
- Sebastian Zimmer, Spezialist für Zirkulierende Wirbelschicht Rauchgas-Reinigung, Geschäftsführer, Deutschland (2003)

## China-Afrika-Freundschaftspreis
Erstmals im Dezember 2006 wurde der China-Afrika-Freundschaftspreis sowohl an zehn Afrikaner als auch an zehn Chinesen verliehen. Dieser Preis wird alle drei Jahre an einflussreiche und bekannte Menschen vergeben, die sich um die chinesisch-afrikanische Freundschaft verdient gemacht haben.